# Товаменсін Тауншип (округ Монтгомері, Пенсільванія)
Товаменсін Тауншип (англ. Towamencin Township) — селище (англ. township) в США, в окрузі Монтгомері штату Пенсільванія. Населення — 18 009 осіб (2020).

## Демографія
Згідно з переписом 2010 року, у селищі мешкало 17 578 осіб у 7287 домогосподарствах у складі 4804 родин. Було 7546 помешкань
Расовий склад населення:
| - 85,1 % — білих - 8,4 % — азіатів - 4,1 % — чорних або афроамериканців - 0,1 % — корінних американців |

До двох чи більше рас належало 1,6 %. Частка іспаномовних становила 2,5 % від усіх жителів.
За віковим діапазоном населення розподілялося таким чином: 21,4 % — особи молодші 18 років, 60,4 % — особи у віці 18—64 років, 18,2 % — особи у віці 65 років та старші. Медіана віку мешканця становила 43,8 року. На 100 осіб жіночої статі у селищі припадало 88,2 чоловіків;  на 100 жінок у віці від 18 років та старших — 84,9 чоловіків також старших 18 років.
Середній дохід на одне домашнє господарство  становив 98 286 доларів США (медіана — 74 974), а середній дохід на одну сім'ю — 121 424 долари (медіана — 105 345). Медіана доходів становила 74 322 долари для чоловіків та 50 458 доларів для жінок. За межею бідності перебувало 5,2 % осіб, у тому числі 5,2 % дітей у віці до 18 років та 7,3 % осіб у віці 65 років та старших.
Цивільне працевлаштоване населення становило 9570 осіб. Основні галузі зайнятості: освіта, охорона здоров'я та соціальна допомога — 23,8 %, виробництво — 15,2 %, науковці, спеціалісти, менеджери — 13,1 %, роздрібна торгівля — 11,6 %.